# Copoya
Copoya är en ort i Mexiko.   Den ligger i kommunen Tuxtla Gutiérrez och delstaten Chiapas, i den sydöstra delen av landet, 700 km öster om huvudstaden Mexico City. Copoya ligger 852 meter över havet och antalet invånare är 5 287.
Terrängen runt Copoya är huvudsakligen kuperad. Copoya ligger uppe på en höjd. Runt Copoya är det ganska tätbefolkat, med 54 invånare per kvadratkilometer. Närmaste större samhälle är Tuxtla Gutiérrez, 5,4 km norr om Copoya. Omgivningarna runt Copoya är en mosaik av jordbruksmark och naturlig växtlighet.